# Paperboy

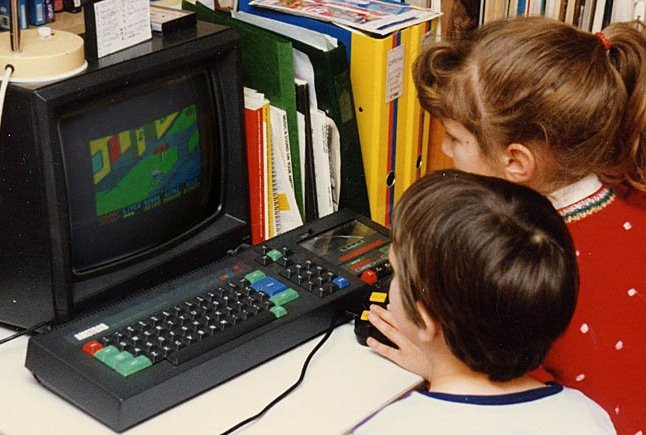
Paperboy auf dem Schneider CPC 464

Paperboy (englisch für Zeitungsjunge) ist ein Computerspiel, das erstmals 1984 in Form eines Spielautomaten erschien. Paperboy war eines der ersten Computerspiele mit einer isometrischen Perspektive. Die Spielfigur bewegte sich dabei diagonal im Spielgeschehen, anstelle der herkömmlichen links-rechts/oben-unten Bewegungen. Der Paperboy-Spielautomat war mit einem Fahrradlenker anstatt einem Joystick ausgestattet und war das erste Spielhallengerät, das ein Fahrrad simulierte.

## Spielhandlung
Das Spiel handelt vom Alltag eines amerikanischen Zeitungsjungen. Der Spieler muss die Spielfigur auf einem BMX-Fahrrad im Wettlauf gegen die Zeit durch einen Ort steuern und Zeitungen verteilen. Dabei wird er von Passanten, beißwütigen Hunden und Rockern daran gehindert, möglichst viele Zeitungen in möglichst kurzer Zeit in die Briefkästen lediglich der Abonnenten zu werfen, die sich auf der linken Straßenseite befinden. Erhält ein Kunde keine Zeitung oder wird ihm sogar eine Scheibe eingeworfen, gibt es einen Bonus-Abzug und es kommt zu einer Kündigung des Abos. Erhalten alle Kunden die Zeitung, ergibt das eine Perfect Delivery.
Am Ende der Straße befindet sich eine hügelige Bonus-Strecke mit Wasserfallen. Bei einem Sturz auf der Bonus-Strecke bekommt man keines der zwei Extraleben abgezogen. Das erste Level beginnt mit dem Montag. Mit jedem Wochentag erhöht sich die Anzahl der Hindernisse. Der siebte und letzte Level ist demnach der Sonntag. Wenn der Spieler es durch die sieben Wochentage schafft, erhält er zur Belohnung eine Schlagzeile.

## Portierungen
Das Spiel wurde im Lauf der Jahre auf einige andere Systeme übertragen, dabei war die Grafik technisch bedingt deutlich grobpixeliger als die Spielhallenversion. Mit Ausnahme der Spiele für den Game Boy (Mindscape) wurden alle erschienenen Spiele von Atari Games oder deren Konsolenspielabteilung Tengen produziert. Den überwiegenden Teil der Portierungen nahm Elite Systems vor, die auch Herausgeber der Version für den Commodore 64 waren.
1991 erschien Paperboy 2 für mehrere gängige Heimcomputer.
|      | Plattform          | Portierung durch       | Herausgeber               |
| ---- | ------------------ | ---------------------- | ------------------------- |
| 1986 | Apple II           |                        |                           |
|      | Commodore 64       | Elite Systems          | Elite Systems/Mindscape   |
|      | Commodore 16       | Kingsoft               | Elite Systems             |
| 1987 | ZX Spectrum        | Elite Systems          | Elite Systems             |
| 1988 | DOS                | Magpie                 | Mindscape                 |
|      | NES                | Elite Systems          | Elite Systems             |
|      | Apple IIgs         | Atari Games            | Mindscape                 |
| 1989 | Commodore Amiga    | Elite Systems          | Elite Systems             |
|      | Atari ST           | Elite Systems          | Elite Systems             |
| 1990 | Game Boy           |                        | Mindscape                 |
|      | Sega Master System |                        | US Gold                   |
|      | Atari Lynx         |                        | Atari Corporation, Tengen |
| 1991 | Game Gear          | Tiertex Design Studios | Tengen                    |
|      | Genesis            | MotiveTime             | Tengen                    |
| 1999 | Game Boy Color     | GameBrains             |                           |
|      | Nintendo 64        | High Voltage Software  | Midway                    |
| 2007 | Xbox Live Arcade   |                        | Digital Eclipse           |
| 2009 | Apple iOS          | Glu Games Inc.         |                           |

## Rezeption
Commodore 64
In einer von zwei Redakteuren verfassten Rezension in der Happy Computer fand Gregor Neumann Lob für das originelle Spielprinzip, während Heinrich Lenhardt es als „ausgesprochen mittelmäßig“ bezeichnete. Beide Redakteure kritisierten die Grafik des Spiels, Neumann darüber hinaus die Steuerung. Die ASM lobte Schnelligkeit, Grafik, Witz und Variantenreichtum des Spiels und erwähnt ausdrücklich, dass diese positiven Aspekte auch für die Versionen für die kleineren Heimcomputer Commodore 16 und BBC Micro gälten.
Commodore Amiga
Der Amiga Joker monierte eine zwar detaillierte, aber qualitativ eher mittelmäßige Grafik, lobte den hohen Spielspaß und wertete Paperboy in Summe als „gelungene Arcade-Umsetzung“.

### Paperboy in der Popkultur
Obwohl dem Original-Kanon der Paperboy-Reihe seit einer Dekade keine neue Veröffentlichung hinzugefügt wurde, geriet weder das Spielprinzip noch der Paperboy selbst in Vergessenheit. So erschienen in jüngerer Zeit mehrere Spiele, die bewusst Elemente des klassischen Arcade-Games aufgegriffen haben (z. B. die iOS-App Warren Buffett's Paper Wizard oder das Online-Game Stickerboy) und auch in anderen Medien fanden sich popkulturelle Referenzen wieder.
Als prominentestes Beispiel lässt sich dabei der Disney-Film Ralph reichts anführen, in dem der Paperboy einen kurzen Cameo-Auftritt hat, der auch im offiziellen Trailer zu sehen ist. Zudem veröffentlichten die Parodie-Musiker von Random Encounters im Jahre 2015 ein Paperboy-Musical auf iTunes, dessen Musikvideo über 2 Millionen Mal aufgerufen wurde.